# El Losar del Barco
El Losar del Barco è un comune spagnolo di 134 abitanti situato nella comunità autonoma di Castiglia e León.